# Motrogon
Motrogon (1018 m n. m.) je hora ve Vihorlatských vrších na východním Slovensku. Nachází se v hlavním hřebeni mezi vrcholy Sninský kameň (1006 m) na severovýchodě a Tŕstie (951 m) na jihu. Sninský kameň je oddělen dvojicí sedel Tri table a Jedlinka s mezilehlým vrcholem 864 m, Tŕstie je odděleno sedlem Rozdiel. Severní svahy hory byly chráněny v rámci národní přírodní rezervace Motrogon a na jihovýchodních svazích bývala přírodní rezervace Baba pod Vihorlatom, ale obě byly 2020 zrušeny a začleněny do přírodní rezervaceVihorlatský prales. Celá oblast pak náleží do chráněné krajinné oblasti Vihorlat. Pod severními svahy Motrogonu se nachází rašeliniště Hypkaňa a jezírko Kotlík.

## Přístup
Vrchol hory není turisticky přístupný, protože se nachází mimo značené turistické cesty na území vojenského obvodu Valaškovce. Po jihovýchodním úbočí prochází červená značka v úseku mezi sedlem Rozdiel a rozcestím Jedlinka.

## Fotogalerie

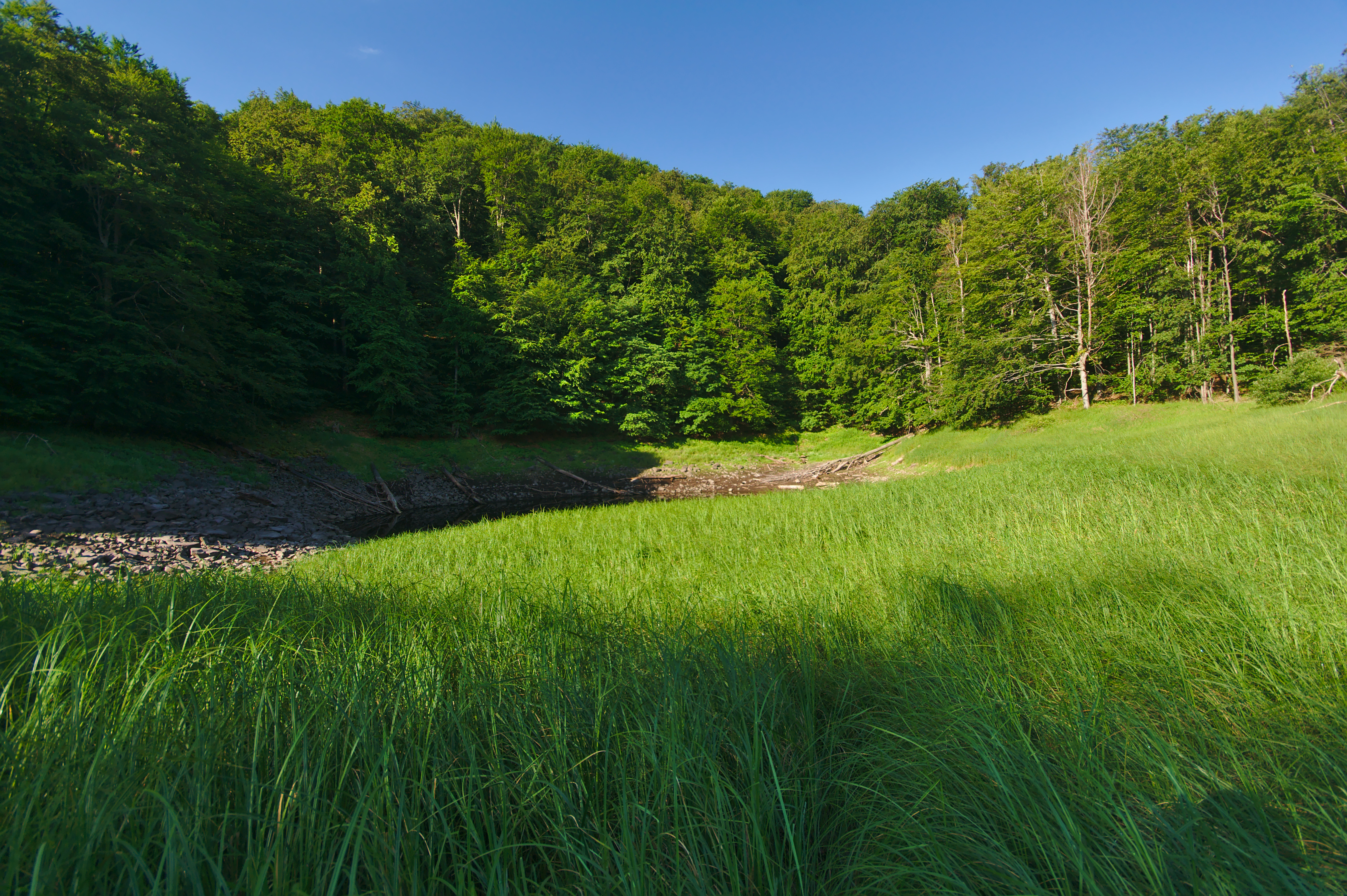
Motrogon v pozadí jezera Kotlík
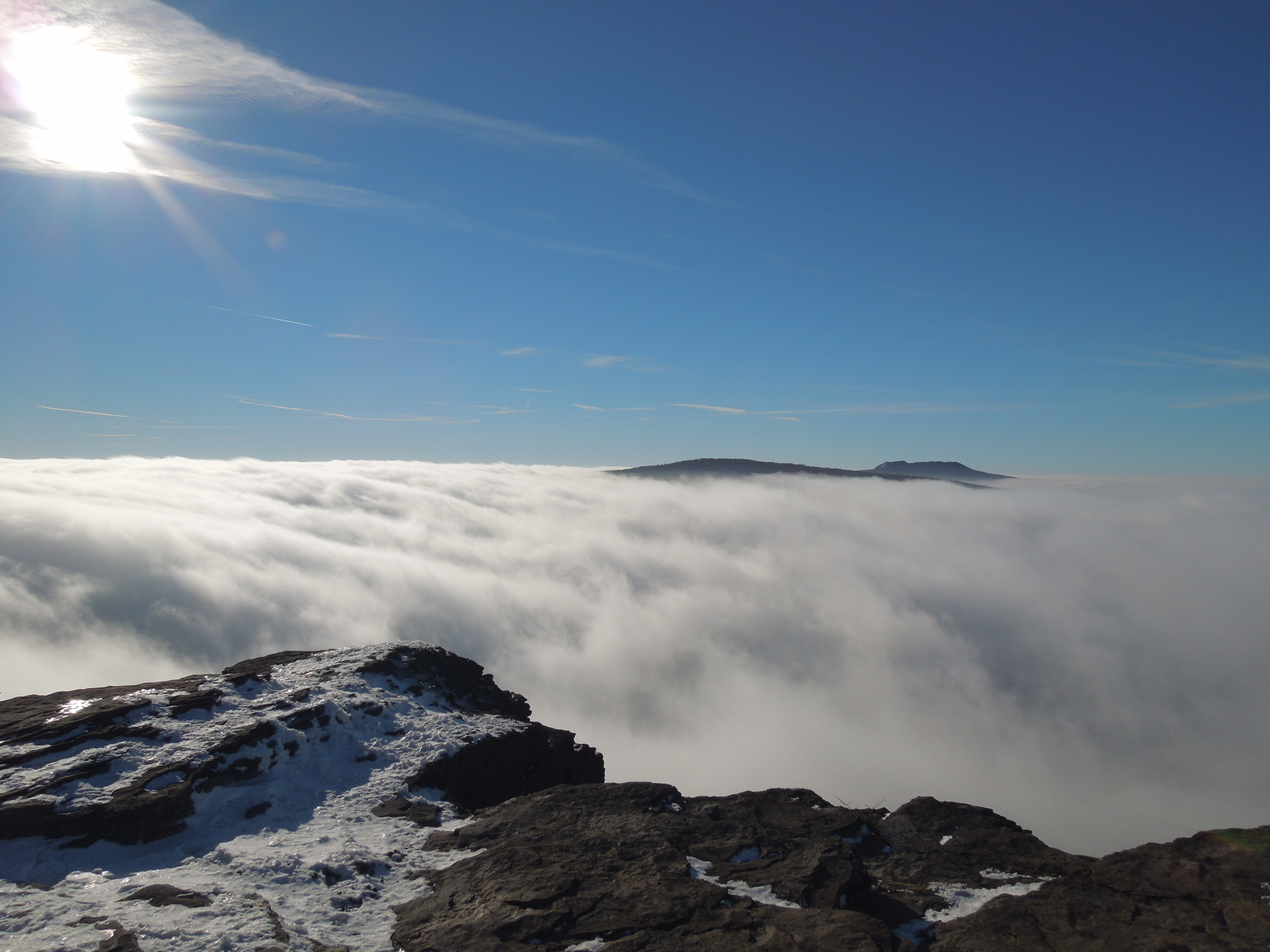
Motrogon ze Sninského kameňa